# 菲利普·舒斯特
菲利普·舒斯特（英語：Philip Schuster，1883年1月24日—1926年10月31日），美国男子竞技体操运动员。他曾获得1904年夏季奥运会体操比赛男子团体全能铜牌。他在该届奥运会也参加了田径比赛。